# Maison Lemoine
La maison Lemoine (ou simplement maison à Bordeaux) est une maison d'habitation conçue par Rem Koolhaas à Floirac, en France.

## Caractéristiques
L'édifice est une résidence privée située sur une colline offrant un large panorama sur Bordeaux à Floirac, en Gironde. S'étendant sur 500 m2, la maison comporte trois niveaux : le premier, au niveau du jardin, regroupe les pièces domestiques ; le séjour est situé au deuxième niveau et les chambres au troisième. Le centre de la maison est constitué par une plateforme élévatrice hydraulique de 3 m sur 3,5 m, qui s'élève entre les trois niveaux et les complète.

## Historique
Jean-François Lemoine, ancien président du directoire du Groupe Sud Ouest, devenu handicapé moteur en 1991 à la suite d'un accident de voiture,
commande la maison à Rem Koolhaas en 1994. Elle est construite entre 1994 et 1998.
En 1998, Rem Koolhaas obtient pour cette réalisation le prix de l'Équerre d'argent. L'intégralité de la maison est inscrite au titre des monuments historiques en 2002. Elle est par ailleurs le lieu de tournage du film Koolhaas Houselife.